# تپه چیه لی قیه
تپه چیه لی قیه در شهرستان بوئین‌زهرا، بخش آوج، روستای شهید آباد واقع شده و این اثر در تاریخ ۱۰ مهر ۱۳۸۰ با شمارهٔ ثبت ۴۰۹۸ به‌عنوان یکی از آثار ملی ایران به ثبت رسیده است.